# Lijst van betaaldvoetbalclubs in Brazilië
Dit is een lijst van betaaldvoetbalclubs in Brazilië. In Brazilië spelen circa 700 clubs betaald voetbal. Zo’n 500 daarvan spelen in de competitie van hun deelstaat; er zijn 26 deelstaten. Er zijn drie nationale competities, waarin 22 ploegen spelen per divisie, plus een nationaal bekertoernooi.

## A
- Atlético Goianiense
- Atlético Mineiro
- Club Athlético Paranaense
- Avaí FC

## B
- EC Bahia
- Botafogo FR
- CA Bragantino
- Brasiliense FC

## C
- Campo Grande AC
- SER Caxias
- Ceará
- SC Corinthians
- Coritiba FC
- CR Brasil (CRB)
- Criciúma EC
- Cruzeiro EC

## F
- Figueirense FC
- Fortaleza EC
- CR Flamengo
- Fluminense FC

## G
- SE Gama
- Goiás EC
- Grêmio Foot-Ball Porto Alegrense
- Guarani FC

## I
- Inter de Limeira
- SC Internacional
- Ituano

## J
- EC Juventude

## L
- Londrina Esporte Clube

## M
- Marília AC

## N
- Náutico Capibaribe (Náutico)
- Novorizontino

## O
- Olaria AC

## P
- SE Palmeiras
- Paraná Clube
- Paulista FC
- Paysandu SC
- AA Ponte Preta
- Associação Portuguesa de Desportos (Portuguesa)

## S
- Sampaio Corrêa
- Santa Cruz FC
- EC Santo André
- Santos FC
- AD São Caetano
- São Paulo FC
- São Raimundo EC (Manaus)
- São Raimundo EC (Pará)
- São Raimundo EC (Roraima)
- Sport Club do Recife (Sport)

## T
- Tuna Luso

## U
- Uberlândia Esporte Clube
- União Barbarense FC
- União São João

## V
- CR Vasco da Gama
- Vila Nova FC
- EC Vitória

## X
- XV de Piracicaba

Atlético Mineiro ·
Bahia ·
Botafogo ·
Bragantino ·
Ceará ·
Corinthians ·
Cruzeiro ·
Flamengo ·
Fluminense ·
Fortaleza ·
Grêmio ·
Internacional ·
Juventude ·
Mirassol ·
Palmeiras ·
Santos ·
São Paulo · 
Sport ·
Vasco da Gama ·
Vitória
Argentinië · 
België · 
Brazilië · 
Duitsland · 
Engeland · 
Frankrijk · 
India · 
Italië ·
Kroatië ·  
Nederland · 
Oostenrijk · 
Portugal · 
Schotland · 
Spanje · 
Turkije